# Paul-Jean de L'Orza de Mont-Orso de Reichenberg
Paul-Jean de L'Orza de Mont-Orso de Reichenberg (1863-1935) est un officier, explorateur et écrivain français.

## Biographie
Lieutenant, il est chargé en 1887 par Joseph Gallieni d'une mission de reconnaissance sur le fleuve Sénégal pour établir la route de Bafoulabé à Koundian-Siguiri, où il fonde un poste. Gallieni s'empare ensuite de Koundian et y impose un traité de protectorat au roi du Bambouk, Garan-Sissako.
Reichenberg est par ailleurs l'auteur de pièces de théâtre tirées de la culture chinoise : Comédie eTruong-Ngoe, ou l'Amour filial (1902), Dinh-lu-tu, pièce historique chinoise, en 3 actes, transcrite en annamite (1906), Fables, contes et récits annamites (1908).

## Travaux
- Autour de Nioro (Sénégal), Annales de Géographie, 1891, p. 459
- Souvenirs de mission : de Kayes au Bambouk, J. Girieud, Bibliothèque du Marsouin, Rouen, 1902, 60 p.
- De Marseille au Soudan Français, 1889-1891, Éditions Jouan et Bigot, Caen, 1933
- De Marseille en Cochinchine, au Cambodge et au Laos, 1889-1900, Jouan et Bigot, Caen, 1933